# Austrodrillia rawitensis
Austrodrillia rawitensis é uma espécie de gastrópode do gênero Austrodrillia, pertencente a família Horaiclavidae.